# Корир, Джафет
Джафет Кипьегон Корир — кенийский легкоатлет, который специализируется в беге на длинные дистанции. Чемпион мира по кроссу 2013 года в личном первенстве и бронзовый призёр в командном зачёте. Бронзовый призёр Игр Содружества среди юниоров 2008 года на дистанции 5000 метров. Победитель соревнований Melbourne World Challenge 2013 года в беге на 5000 метров. Чемпион Африки по кроссу 2011 года и серебряный призёр 2012 года среди юниоров.
Пропустил большую часть сезона 2013 года из-за травмы. 
4 января 2014 года стал победителем кросса Antrim International Cross Country.